# زلزال جزيرة فانكوفر 1918
زلزال جزيرة فانكوفر 1918 هو زلزالٌ وقعَ في جزيرة فانكوفر في كندا بتاريخ 6 ديسمبر 1918.